# اور تاون (آلاباما)
اور تاون (به انگلیسی: Our Town) شهرکی در شهرستان تالاپوسا ایالت آلاباما است که مساحت آن ۳۰٫۸۶ کیلومترمربع است و در سرشماری سال ۲۰۱۰ میلادی، ۶۴۱ نفر جمعیت داشته و تراکم جمعیتی آن، ۲۰٫۷۷ در کیلومترمربع بوده است.